# 張鉄生
張 鉄生（ちょう てっせい、1950年 - ）は、中華人民共和国の政治家。文化大革命期に白紙答案で一躍有名になった男性。

## 生涯
1968年に白塔人民公社棗山大隊に下放された張は、1973年3月に労農兵学生として再開された全国普通高等学校招生入学考試（高考）を受験したものの、物理・化学が全く解けなかった（6点）。張は「公社での本業である農業生産に力を注ぐ余り、学業が疎かになった、試験内容が知識に偏重し、試験そのものが労働者大衆に門戸を閉ざしている」と答案用紙の裏に書きしたためた。
四人組に近い立場で当時遼寧省党委員会書記だった毛沢東の甥・毛遠新は、この文章を周恩来と彼の教育思想を攻撃する砲弾として利用するべく、「深く考えさせられる答案」として遼寧日報、続いて人民日報に掲載させ、張は一躍反潮流の英雄となった。彼は大学に入学できただけでなく、1974年には全国人民代表大会常務委員となった。この後、テストの不出来を彼に倣って開き直る事件が多発した。また、高考は再び中止となり、1977年にようやく鄧小平の後押しで再び始まった。
1976年、後ろ盾であった四人組が逮捕されると、シンパとみなされ政治権利剥奪3年、禁固15年の刑に処せられた。
1991年、刑満了により刑務所を出所。以後、飼料会社を数人と共に始め、現在資産数億元を有する。